# Emil Ferris
Emil Ferris (Chicago, 1962) es una escritora, dibujante y diseñadora estadounidense. Ferris debutó en la industria editorial con su novela gráfica de 2017 Lo que más me gusta son los monstruos. La novela cuenta la historia de la mayoría de edad de Karen Reyes, una niña que creció en la Chicago de los años 60, y está escrita y dibujada en la forma del cuaderno del personaje.  La novela gráfica fue elogiada como una "obra maestra" y uno de los mejores cómics de un nuevo autor.

## Trayectoria
Ferris nació de Eleanor Spiess-Ferris y Mike Ferris en el South Side de Chicago y creció en el Uptown del North Side. Sus padres son artistas que se conocieron en la Escuela del Instituto de Arte de Chicago. Trabajó como ilustradora independiente y diseñadora de juguetes para clientes como McDonald's y Takara Tomy antes de ser autora. Ferris se identificó al principio de su vida como lesbiana, pero más tarde se define como bisexual.
En 2001, cuando tenía 40 años, Ferris contrajo la fiebre del Nilo Occidental por la picadura de un mosquito. Tres semanas después de ir al hospital, quedó paralizada de cintura para abajo y perdió el movimiento de su mano derecha. Con el tiempo, recuperó la función motora y volvió a trabajar y a dibujar, tras cursar una maestría en escritura creativa en la Escuela del Instituto de Arte de Chicago.
Mientras se recuperaba de la parálisis, Ferris trabajó en su novela gráfica. Lo que más me gusta son los monstruos cuenta la historia de Karen Reyes, una niña de 10 años y fanática de las películas de monstruos (como la propia Ferris) que, creciendo en medio de las tensiones sociales de la Chicago de los años 60, investiga la muerte de su vecina de arriba. El libro está escrito y dibujado en la forma de un cuaderno de espiral, con ilustraciones cruzadas dibujadas con un bolígrafo.
Lo que más me gusta son los monstruos iba a ser lanzada en 2016, pero la empresa china que se encargaba del envío quebró y toda la tirada quedó retenida en el Canal de Panamá. El libro de 400 páginas fue finalmente publicado en 2017 por Fantagraphics Books, y recibió elogios de autores tan reconocidos como Art Spiegelman, Alison Bechdel y Chris Ware. Además, fue considerado como uno de los mejores cómics de 2017.

## Premios
- 2017 Ignatz Award por Novela Gráfica Destacada a Lo que más me gusta son los monstruos.[9]
- 2017 Ignatz Award por Artista Destacada.[9]
- 2018 Lambda Literary Award por Novela Gráfica a Lo que más me gusta son los monstruos.[10]
- 2018 Eisner Award por Mejor Escritora/Artista.[11]
- 2019 Premios Lorna por mejor cómic extranjero de ciencia ficción, fantasía o terror publicado por primera vez en España a Lo que más me gusta son los monstruos.[12]